# Dinteranthus vallis-mariae
Dinteranthus vallis-mariae (Dinter & Schwantes) B.Fearn è una pianta succulenta della famiglia delle Aizoacee, endemica della Namibia. 
Il suo habitat sono gli arbusteti tropicali e subtropicali. È minacciata dalla perdita del suo habitat.